# رترسهاین
رترسهاین (به آلمانی: Rettershain) یک شهر در آلمان است که در Verbandsgemeinde Nastätten واقع شده‌است. رترسهاین ۳۴۰ نفر جمعیت دارد.